# Gösta Diehl
Gösta Diehl, född 5 mars 1899 i Viborg, Finland, död 3 maj 1964 i Helsingfors, var en finländsk målare. Han blev känd som kubist och kolorist.
Gösta Diehls familj fick ekonomiska svårigheter efter faderns död, men trots detta kunde ha gå i skola och tog en gymnasieexamen 1917. Han flyttade därefter till Helsingfors och studerade vid Finska konstföreningens ritskola under Albert Gebhard. År 1922 fick han möjlighet att resa till Paris och fortsätta studierna där.
Diehl fick efter hand framgång med sin konst i Paris och började ställa ut sina verk på stadens gallerier. Han hade också sin första separatutställning 1926 på Stenmans konstsalong i Helsingfors. Efter att ha återvänt permanent till Finland började han 1935 att arbeta i egen ateljé i Kronohagen i Helsingfors.
Många av Gösta Diehls kända verk skapades i denna ateljé, till exempel Den bombade byn på Ateneum. I sina landskaps- och figurmålningar sammansmälte han franska intryck från Cézanne och Matisse med det nordiskt blonda och lyriska. Han var en av medlemmarna i Prismagruppen.
År 1953 tilldelades han Pro Finlandia-medaljen.